# José Piñera

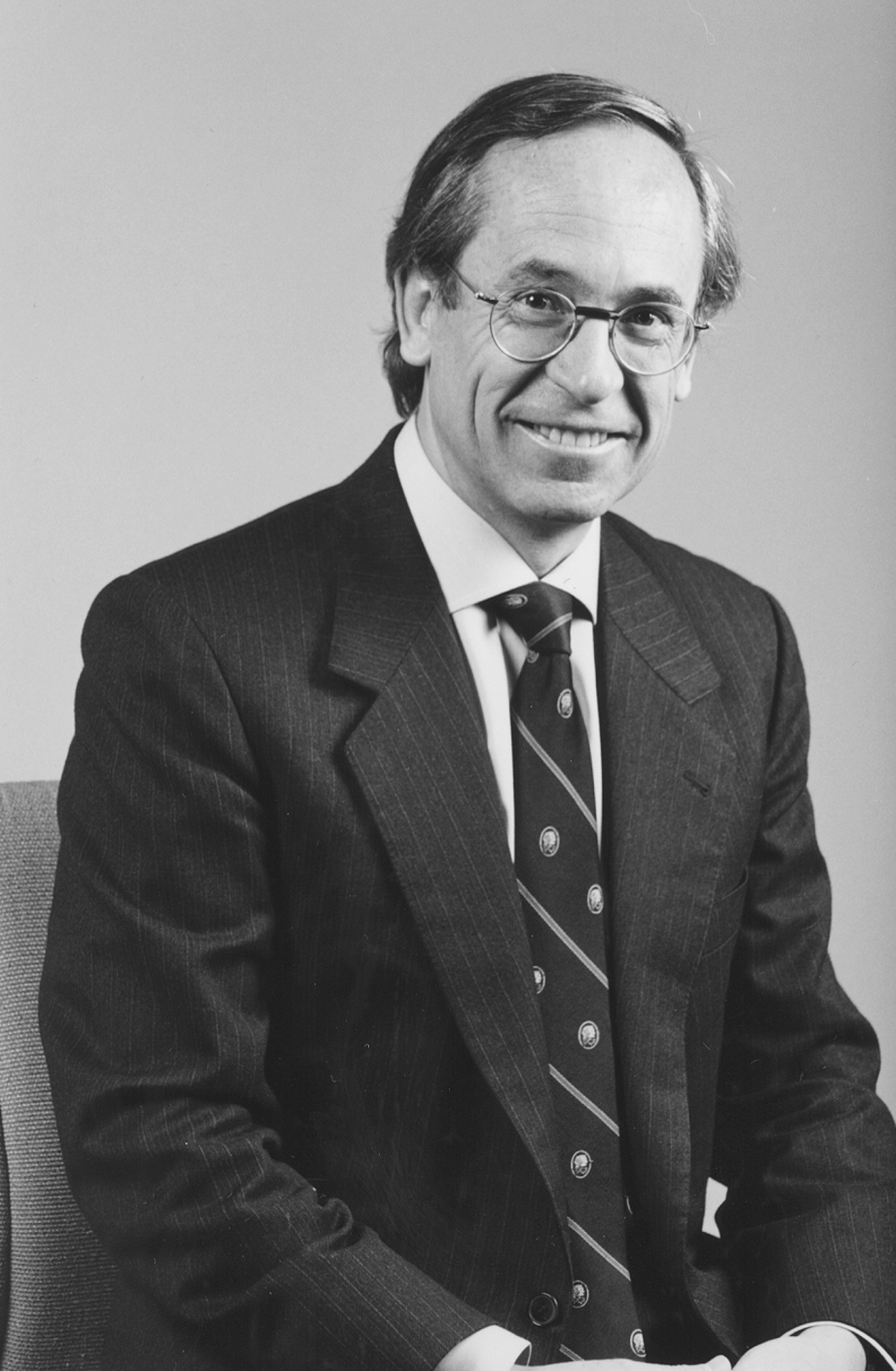
José Piñera

José Piñera Echenique (* 6. Oktober 1948 in Santiago de Chile) ist ein chilenischer Politiker und Ökonom.

## Leben
Piñera besuchte die Universidad Católica de Chile und erhielt im Jahre 1974 eine Professur an der Harvard University. Zwischen 1978 und 1980 war er chilenischer Arbeitsminister und zwischen 1980 und 1981 Bergbauminister unter dem chilenischen Diktator Augusto Pinochet. Als Arbeitsminister in Chile führte er grundlegende Strukturreformen durch: So ersetzte er das staatliche Rentenversicherungssystem durch ein privatwirtschaftlich organisiertes, kapitalgedecktes System, das auf privaten Pensionsfonds basiert. Außerdem baute er Arbeitnehmerrechte ab und privatisierte das Bergbauwesen. 1981 trat er als Bergbauminister zurück.
Piñera, der zu den sogenannten Chicago Boys zählt, gründete 1982 zur Verbreitung seiner wirtschaftsliberalen Ideen die Zeitschrift „Economia y Sociedad“.
Es wird allgemein angenommen, dass die von ihm initiierte Rentenreform wegen ihrer Radikalität in einem demokratischen Staat auf deutlich stärkere Opposition gestoßen wäre. Dies zeigte sich auch bei späteren Rentenreformen in anderen Staaten Lateinamerikas; da die dortigen Regierungen zu diesem Zeitpunkt fast alle demokratisch waren, wurde selten das chilenische Modell in Reinform übernommen, sondern meist Kompromisslösungen wie parallele und gemischte Modelle angestrebt. Argentinien etwa kombinierte ein staatliches Rentensystem mit feststehenden Leistungen mit dem chilenischen Modell der Pensionsfonds.
Im Jahre 1992 gewann er die Bürgermeisterwahlen in Conchalí, einem Armenviertel von Santiago de Chile. Seine Kandidatur bei der chilenischen Präsidentschaftswahl im Jahre 1993 scheiterte. Nach der Transition in Chile, 2003, stiftete Piñera das Projekt „Agenda Chile 2010“.
Piñera ist heute Direktor des von ihm selbst gegründeten Instituts „International Center for Pension Reform“, dessen Ziel es ist, weltweit alle öffentlichen Rentenversicherungssysteme der Welt auf eine Kapitalorientierung umzustellen. Er ist außerdem seit 1995 für das Cato Institute tätig, einem der mächtigsten wirtschaftsliberalen Think Tanks. Piñera berät sogar einige Regierungen in Fragen der Umstellung der nationalen Rentenversicherungssysteme auf kapitalbasierte Systeme, besonders in Osteuropa. Seine rentenpolitischen Empfehlungen stießen allerdings wiederholt auf Kritik durch Wirtschaftswissenschaftler. Auch wegen seiner Zusammenarbeit mit dem Pinochet-Regime ist José Piñera umstritten.

## Die Privatisierung des chilenischen Rentensystems
Die Privatisierung der Rente begründete Piñera anfangs nicht mit höheren Renditeaussichten. Vielmehr kritisierte er die bestehende Staatsrente als ein Machtinstrument, mittels dessen die Bürger in die Abhängigkeit vom Staat gedrängt würden. Er behauptete, dass die Kunden der privaten Rentenfonds vertraglich einklagbare Eigentumsrechte erwerben würden, während eine staatliche Rente nur abstrakte Zusagen bieten könne. Der Hauptunterschied zwischen den beiden Altersvorsorgeverfahren bestehe darin, so Piñera, dass bei der Umlagerente keine Rücklagen gebildet werden, es gibt also keine greifbaren Kapitalgüter, an denen jemand über Eigentumsrechte verfügen kann. Daher müsse die Höhe der Rente laut Piñera stets Verfügungsmasse politischer Willkür sein. Kritiker wenden ein, dass die beim Kapitaldeckungsverfahren eingesetzten privaten Pensionsfonds erheblichen Kapitalmarktrisiken ausgesetzt sind. Immerhin sind aber die Anlagen der Beitragszahler vor einem möglichen Bankrott privater Versicherungsgesellschaften geschützt, da in diesem Fall das Sparvermögen an eine andere Rentenspargesellschaft transferiert wird. Das Sparvermögen der Arbeitnehmer ist von der Pleite einer Rentenspargesellschaft nicht betroffen, da letztere das Vermögen lediglich verwaltet, es aber nicht beleihen oder darauf zugreifen kann. 
Weitere für Piñeras Rentenprivatisierung vorgebrachte Argumente waren erhoffte wirtschaftsbelebende Effekte und die Schaffung eines Anreizes gegen die weitverbreitete Beitragshinterziehung. Ob diese Ziele erreicht wurden, ist umstritten. Eine Studie der chilenischen Zentralbank, durchgeführt von Klaus Schmidt-Hebbel und Vittorio Corbo, kommt zu dem Schluss, dass die Reform neues Investitionskapital generiert habe, die Partizipation am formalen Sektor des Arbeitsmarktes erhöhe, und die Produktivität der Wirtschaft fördere. Andere kommen dagegen zu der Einschätzung, dass die Reform mit erheblichen Problemen behaftet sei. Der führende Weltbank-Ökonom und Nobelpreisträger Joseph E. Stiglitz veröffentlichte 2001 gemeinsam mit Peter R. Orszag einen Aufsatz, in dem beide Kritik an Rentenreformen des chilenischen Typs übten. Stiglitz und Orszag lehnen kapitalgedeckte Systeme nicht generell ab, kommen aber zu dem Schluss, dass die Vorzüge, die diesen oft zugeschrieben werden, überbewertet sind. In ihren Auswirkungen unterscheiden sich Kapitaldeckungs- und Umlagesysteme letztlich längst nicht so stark wie Verfechter der Kapitaldeckung glauben, so die Autoren. Spätere empirische Untersuchungen etwa durch den international renommierten Ökonomen Carmelo Mesa-Lago bestätigten in vielerlei Hinsicht die Kritik von Orszag und Stiglitz. So betrug z. B. im Jahr 2000 die Zahl der aktiven Beitragszahler in Chile gerade einmal 60 Prozent, obwohl die Reform auch mit dem ausdrücklichen Ziel einer deutlichen Reduzierung der in Chile weitverbreiteten Beitragshinterziehung eingeführt worden war. Selbstständige und informell Beschäftigte zahlen in der Regel nicht in das System ein.

## Familie
José Piñera ist der ältere Bruder von Sebastián Piñera, der von 2010 bis 2014 und 2018 bis 2022 als chilenischer Staatspräsident amtierte. Bernardino Piñera Carvallo, von 2016 bis zu seinem Tod im Jahr 2020 der älteste lebende römisch-katholische Bischof der Welt, ist ein Onkel des Brüderpaares.

## Ehrungen
- "John S. Bickley Gold Medal" (1999), International Insurance Society
- "Hall of Fame" (2000), International Insurance Society
- "Champion of Liberty" (2003), Goldwater Institute (libertäre Denkfabrik)
- "Liberty Award" (2005), Liberalni Institut, Prague
- "Golden Umbrella Award" (2007), Stockholm Network (Netzwerk von Denkfabriken)
- APEEs "Adam Smith Award" (2009), Association of Private Enterprise Education